# 首足雨燕属
首足雨燕（學名Primapus）又称首足鸟，是一屬已滅絕的雨燕目。牠們生存於始新世早期的英國。其化石在伦敦粘土组發現，估計可以追溯至5000萬年前。其模式種是P. lacki。

## 外部連結
- Paleobiology Database （页面存档备份，存于）